# Dům U Skramlíků
Dům U Skramlíků je dům čp. 1109/II v Praze na Novém Městě v Truhlářské ulici č. 5. Jde o novorenesanční dům z let 1900–1901 projektovaný Otakarem Maternou. Dům je čtyřpatrový, hlavní průčelí je šestiosé, na druhé a páté ose jsou umístěné rizality, které ve druhém patře nesou balkóny s balustrovým zábradlím; rizality jsou nahoře zakončeny věžicemi. Mezi balkóny je socha Madony s andílky. Ve třetím patře je další balkón ve střední části fasády.
V letech 1926–1927 byl dům výrazně adaptován, ve dvorním traktu bylo přistavěno páté patro.